# Manouria impressa
Manouria impressa is een schildpad uit de familie landschildpadden (Testudinidae). De soort werd voor het eerst wetenschappelijk beschreven door Albert Carl Lewis Gotthilf Günther in 1882. Oorspronkelijk werd de wetenschappelijke naam Geoemyda impressa gebruikt en later werd de schildpad tot het geslacht Testudo gerekend.

## Uiterlijke kenmerken
De schildpad bereikt een maximale schildlengte van ongeveer 31 centimeter. De enige andere soort uit het geslacht Manouria, de bruine landschildpad (Manouria emys), wordt bijna twee keer zo lang.
Manouria impressa heeft een onmiskenbaar uiterlijk door het opvallende schild. De naden tussen de hoornplaten van het schild zijn verhoogd zodat iedere hoornplaat verzonken lijkt in het schild. Deze naden zijn bovendien licht van kleur en hebben een donkere omzoming zodat het patroon nog beter opvalt.

## Verspreiding en habitat
Manouria impressa komt voor in delen van Azië en leeft in de landen China, Maleisië, Myanmar, Thailand en Vietnam. De habitat bestaat uit relatief droge streken in vergelijking met andere schildpadden. Landschildpadden blijven vaak in de buurt van water maar Manouria impressa kan ver van een waterbron worden aangetroffen. De schildpad leeft in tegenstelling tot de meeste andere schildpadden voornamelijk van paddenstoelen.